# 전류 전쟁
전류 전쟁(War of the Currents)은 1880년대 후반에 미국의 니콜라 테슬라와 토머스 에디슨이 전력의 송전 방식을 두고 벌인 경쟁을 이르는 말이다.

## 같이 보기
- 전기
- 직류
- 교류
- 조지 웨스팅하우스
- 토머스 에디슨
- 니콜라 테슬라